# 百年紀念運動場 (加拿大)
百年紀念運動場（英語：Centennial Stadium）是一座位於加拿大維多利亞的維多利亞大學校園內的運動場。設施於1967年啟用，紀念加拿大联邦化100週年。

## 外部連結
- Satellite view of Centennial Stadium on Google Maps （页面存档备份，存于）